# Louis de Narbonne
Pour les articles homonymes, voir Narbonne (homonymie).
Louis de Narbonne de Talairan  mort  le 7 février 1519 (ou  1518), est un prélat français  du XVIe siècle . Il est un fils de Jean de Narbonne, baron de Talairan, et de Sibille de Carmain.

## Biographie
Louis de Narbonne est  abbé de Grand Selve et de Fontfroide. Il est évêque de Vabres de 1499 à 1519 en succession de son frère Antoine Pierre. Louis de Narbonne fait construire le palais épiscopal et le chœur de l'église cathédrale de Vabres, à laquelle il donne des vases et des ornements précieux.